# Kožnatka Swinhoeova
Kožnatka Swinhoeova (Rafetus swinhoei, také známá jako kožnatka jüan nebo kožnatka Le Loiova) je druh želvy z čeledi kožnatkovití. Jde o největší druh sladkovodních želv. Vyskytuje se v Číně a ve Vietnamu. Jde o kriticky ohrožený taxon, jsou známí pouze tři jedinci.
Předpokládá se, že kožnatky Swinhoeovy posloužily jako předloha Kim Quoye, zlatého želvího boha z vietnamských legend.

## Popis
Může být dlouhá 100 centimetrů, široká 70 centimetrů. Váží 120–140 kilogramů.

## Ohrožení
Ohroženy jsou především kvůli nelegálnímu lovu, znečištění životního prostředí a budování vodních děl. Kosti a krunýř se využívají v tradiční čínské medicíně.
V roce 2019 zemřela v té době jediná známá samice, která obývala řeku Jang-c’-ťiang. Zemřela po pokusu o umělé oplodnění.
V roce 2021 byla objevena další samice, obývala vietnamské jezero Đồng Mô. V dubnu 2023 však byla nalezena mrtvá na břehu jezera. Další samice nebyla dosud objevena, předpokládá se proto, že druh vyhyne.
| „                                                           | Jedná se o exemplář, který jsme v posledních letech monitorovali. Je to pro nás obrovská rána. Byla to velká zdravá samice, která měla zřejmě vysokou reprodukční schopnost. Klidně mohla naklást sto i více vajec ročně. | “ |
| — Tim McCormack, ředitel Asijského programu na ochranu želv | |   |

Jsou známí pouze tři jedinci, dva samci v Číně a jeden ve vietnamském jezeře Xuân Khanh.